# Buster Merryfield
Harry Buster Merryfield (Londres, 27 de noviembre de 1920 - Dorset, 23 de junio de 1999) fue un actor y futbolista británico que apareció en muchos programas de televisión.
Nació en Battersea, un barrio en el sur de Londres (Inglaterra). 
En junio de 1942 se casó con Iris.
Fue reclutado para la Segunda Guerra Mundial (1939-1945), y trabajó como instructor. En diciembre de 1947 nació su hija Karen.
Fue futbolista amateur del equipo británico Millwall F.C.. 
Ingresó como oficinista en el Westminster Bank (más tarde llamado National Westminster Bank), en el que trabajó casi cuarenta años. Llegó a ser gerente de la sucursal Thames Ditton, en Surrey. Se retiró en 1978, a los 57 años. Empezó a trabajar como actor amateur de teatro.
En 1984, con casi 64 años, Buster Merryfield ingresó en la serie de televisión británica Only Fools and Horses, interpretando al tío Albert.
En 1997 recibió un premio de David Jason por ser uno de los mejores comediantes de la televisión británica.
Al año siguiente se le diagnosticó un tumor cerebral, y falleció el 23 de junio de 1999 en el Poole General Hospital de la ciudad de Poole, en el condado de Dorset (Inglaterra). Fue sobrevivido por su esposa Iris, su hija Karen y dos nietos. Fue enterrado en el cementerio de Verwood (Dorset). Su esposa Iris falleció tres años después por causas naturales, siendo enterrada a su lado.

## Obras
- Only Fools and Horses
- Shroud for a Nightingale
- Strangers and Brothers
- The Citadel
- The Entertainer